# Ivan Loetsenko
Ivan Loetsenko (17 augustus 1995) is een Russisch-Moldavisch wielrenner. In 2016 verruilde hij zijn Russische licentie voor die van Moldavië.

## Carrière
In november 2015 werd bekend dat Loetsenko, net als Andrej Loekonin, door het Russische anti-dopingbureau RUSADA vanaf augustus voor een jaar werd geschorst voor het "overtreden van de dopingregels". Eerder dat jaar was hij, achter Aleksandr Jevtoesjenko, tweede geworden in het Russische kampioenschap tijdrijden voor beloften. Bij zijn rentree in 2016 reed hij met een Moldavische licentie. In de Ronde van Ankara eindigde hij op de zevende plek in het algemeen klassement.
In 2017 werd Loetsenko derde in de tijdrit tijdens de nationale kampioenschappen van Moldavië. Een dag later werd hij vierde in de wegwedstrijd.

## Ploegen
- 2015 –  Itera-Katjoesja (tot 31-7)

Belych · Borovik · Frolov · Ignatiev · Krivosjejev · Loekonin · Loetsenko · Mamykin · Nemykin · Nikolajev · Pokidov · Pomosjnikov · Razoemov · Rozin · A.Samochvalov · D.Samochvalov · Zjoejkov